# Deidara
Deidara (デイダラ) er en figur fra manga- og anime-serien Naruto. Han er tidligere ninja fra Iwagakure. Han slutter normalt sine sætninger med et grynt som kan oversættes til "hmm", "ja" eller "ik'". Han er en bombeterrorist og blev hyret til dette, før han blevet tvunget til at slutte sig til Akatsuki af Itachi Uchiha. Selvom han kom for at gøre organisationen pinligt berørt, har han et had mod Itachi og alle Uchiha'er gennem serien da han synes, at de ser ned på hans evne. Da han sluttede sig til Akatsuki blev han partner med Sasori, som Deidara behandler som sin herre selvom han er mere kunstnerisk. Sasori erstattes af Tobi efter sin død, og Deidara tager herre positionen som Sasori havde før ham. Deidara bliver mere og mere Tobi's lærer og passer godt på ham, selvom han stadig mishandler Tobi når han irriterer ham. Ved at tage ler i hans munde på hænderne skaber Deidara sin egen kunst – skulpturer der eksploderer med forskellige styrke. Hans skabninger kan tage alle mulige former han vælger og fra han har lavet dem til de detonerer, kommer de til live, hvor han i mellemtiden kan styre dem som han vil. Han er meget bevist om hans kunstevne, så han tror ikke på den kan besejres. Da Sasuke Uchiha, Itachi's lillebror, systematisk ophæver denne kontrol og bruger det med Deidara, transformerer Deidara sig selv til en levende bombe for at dræbe Sasuke, men i sit forsøg på, at vise hans kunst er overlegen, dræber han sig selv.